# Liste der deutschen Kolonialbahnen

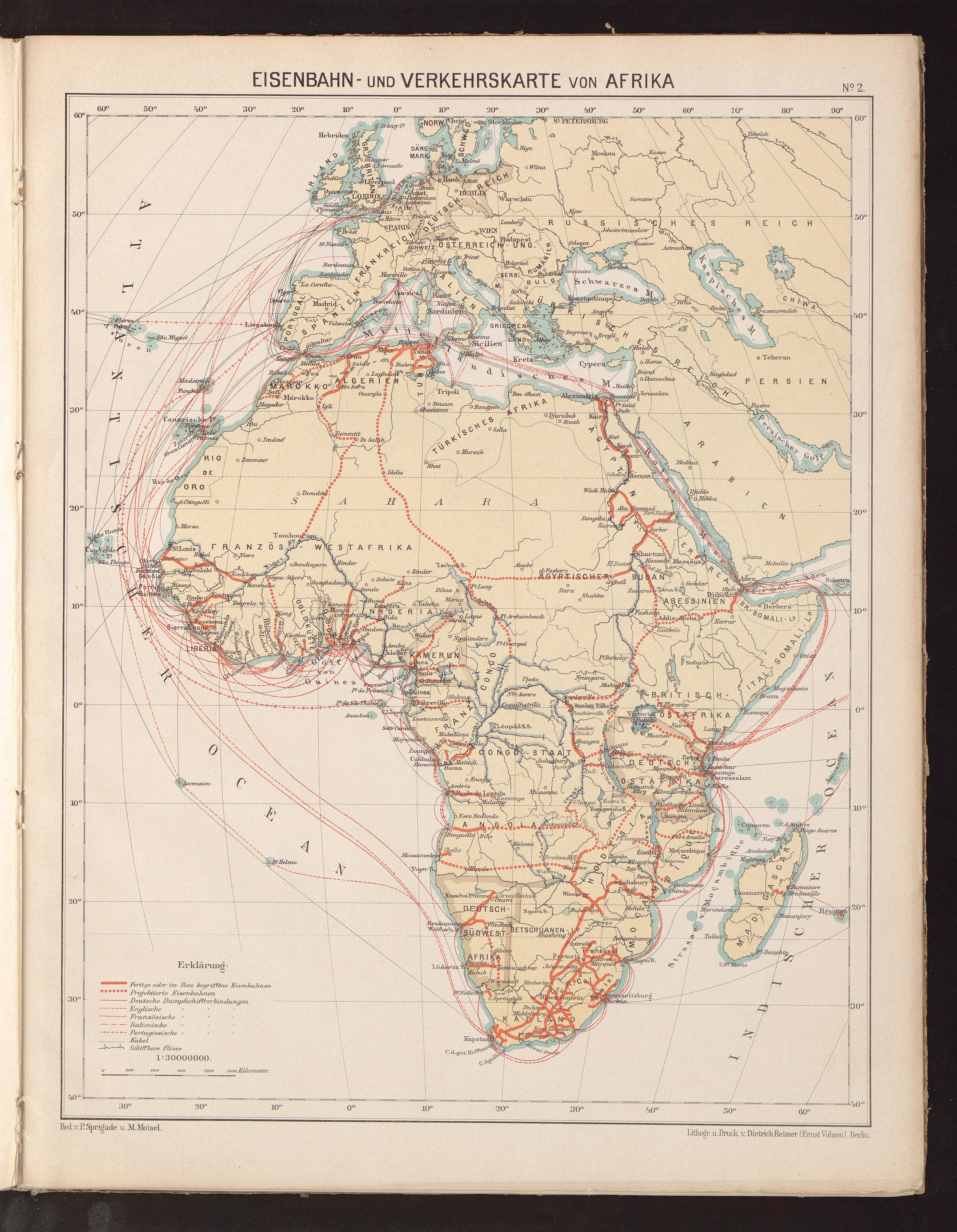
Eisenbahn- und Verkehrskarte von Afrika (1906)

Die deutschen Kolonialbahnen in den Kolonien des Deutschen Kaiserreiches entstanden vom Ende des 19. Jahrhunderts bis in das Jahr 1916. In den deutschen Kolonien entstanden zur Friedenszeit Bahnstrecken mit einer Gesamtlänge von etwa 5500 Kilometern. Dieses entsprach etwa 7,5 Prozent des Schienennetzes innerhalb des damaligen Deutschen Reiches. Der Bau dieser Eisenbahnen diente vorwiegend der Beherrschung wie auch der wirtschaftlichen Erschließung und Ausbeutung der Kolonien. Einige Bahnprojekte gelangten aufgrund des Ersten Weltkriegs nicht zur Ausführung, oder ihr Bau wurde wegen des Krieges eingestellt. Jedoch wurden auch im Ersten Weltkrieg in Deutsch-Ostafrika noch viele Dutzend Kilometer Bahnen gebaut. Dass die schwarze Bevölkerung einige dieser Bahnen bei der Personenbeförderung schnell annahm, überraschte selbst ihre Betreiber.
Kurze Feld- und Werkbahnen sind unvollständig aufgelistet. Feldbahnen kamen etwa beim Bau der Funkstationen Kamina (Togo) und Apia (Samoa) zum Einsatz. Ein Beispiel für eine Werkbahn war der Betrieb der Landungsbrücke von Lomé in Togo. Auf den Pazifik-Inseln Angaur und Nauru wurden derartige Bahnen beim Phosphat-Abbau eingesetzt. Innerhalb der Stadt Tanga verliefen Schmalspur-Gleise.

## Eisenbahnen in den deutschen Kolonien

Fahne der Ostafrikanischen Eisenbahngesellschaft (um 1900)

Deutsche Kolonialbahn in der Sandwüste Südwestafrikas (vor 1910)

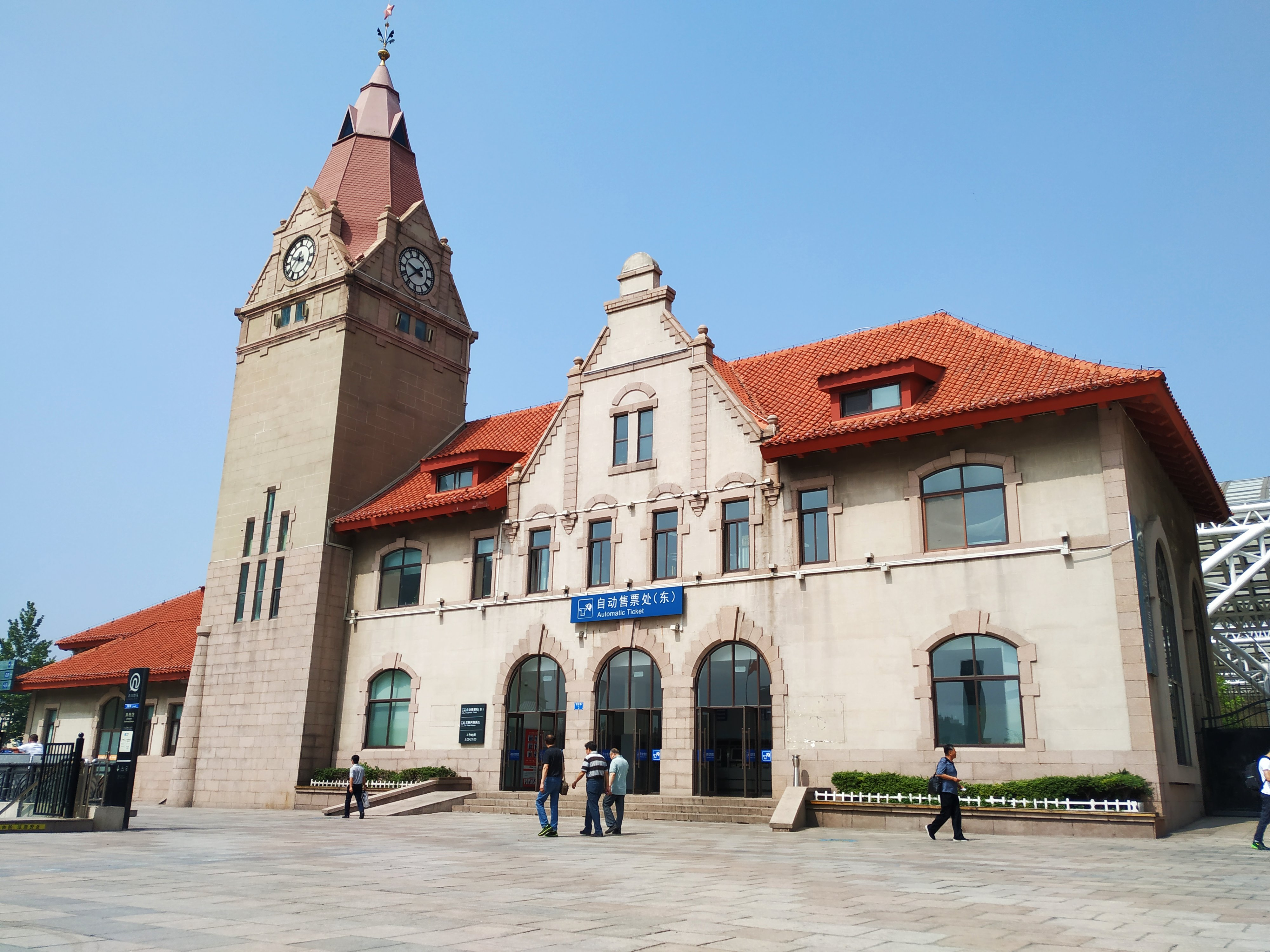
Alter deutscher Bahnhof in Qingdao (2019)

In den deutschen Kolonialgebieten wurden folgende Bahnstrecken gebaut oder geplant:

### Deutsch-Neuguinea
- Bahnstrecke Stephansort–Erimahafen (Schmalspurbahn mit Zugtieren)
- Schmalspurbahn von Nauru

### Deutsch-Ostafrika
- Kilossa-Iringa-Bahn
- Kilwa-Wiedhafen-Bahn
- Lukoleditalbahn (Kleinbahn)
- Ruandabahn
- Sigibahn (Kleinbahn)
- Tanganjikabahn
- Usambarabahn
- Verbindungsbahn Mombo-Handeni (Heeresfeldbahn)
- Verbindungsbahn Rufiji-Kilombero

### Deutsch-Südwestafrika
- Ambolandbahn
- Khan-Gruben-Anschlussbahn (Kleinbahn)
- Lüderitzbahn
- Otavibahn (inklusive Zweigbahn Otavi-Grootfontein)
- Staatsbahn Swakopmund-Windhuk
- Verbindungsbahn Windhuk-Keetmanshoop

### Kamerun
- Manenguba-Bahn (Kameruner Nordbahn)
- Mittellandbahn Duala-Bidjoka-Njong
- Victoria-Pflanzungsbahn (Kleinbahn)
- Schmalspurbahn Eséka–Makak

### Kiautschou
- Schantung-Bahn
- Kaumi-Hantschuang-Bahn

### Samoa
- Telefunkenbahn

### Togo
- Bahnstrecke Lomé–Blitta (Hinterlandbahn)
- Bahnstrecke Lomé–Kpalimé (Inlandbahn)
- Bahnstrecke Lomé–Aného (Küstenbahn)